# Irving Klaw
Irving Klaw (né à Brooklyn, New York, États-Unis, le 9 novembre 1910 - mort le 3 septembre 1966) est un photographe et réalisateur fétichiste.
Klaw est d'abord connu pour ses ventes par correspondance de photographies et de films de femmes attirantes (parfois dans le domaine du bondage) des années 1940 aux années 1960. Il est l'un des premiers photographes fétichistes, et son modèle, Bettie Page, devient une grande modèle bondage.

## Biographie
Klaw naît à New York dans une famille juive ; son affaire de famille, qui devient Movie Star News (en), paraît en 1939 lorsque lui et sa sœur Paula ouvrent une bibliothèque à Manhattan.

### Photographie fétichiste
À la fin des années 1940, il reçoit fréquemment des commandes pour des photos de « demoiselles en détresse », d'actrices bâillonnées, fessées et fouettées. Ce type de scènes étant rare dans les films et la demande augmentant, Klaw se met à produire ses propres photos. 
Lui et sa sœur Paula, qui a également posé et pris certaines photos, démarrent dans la vente de photos fétichistes et de bondage en faisant appel à des danseuses burlesques telles que Baby Lake, Tempest Storm et Blaze Starr en guise de modèles. Klaw essaye sans relâche de créer des photos ne contenant pas d'actes sexuels ou de nudité.
Klaw publie et distribue également des séries d'aventures illustrées mettant en scène des artistes du fétiche tels que Eric Stanton, Gene Bilbrew, et Adolfo Ruiz.

### Films
Après l'étonnant succès du film Strip-O-Rama, une revue burlesque de 1953 avec de fameuses stripteaseuses telles que la célèbre Bettie Page, Klaw dirige ses propres œuvres. À la tête d'une équipe de cadreurs professionnels, certains films tels que Varietease (1954) et Teaserama (1955) mettant en scène Lili St-Cyr, Tempest Storm et Bettie Page sont commercialisés. Il produit et réalise un troisième film en 1956, Buxom Beautease, sans Page.  

### Censure et retraite prématurée
À cause de la pression politique et sociale qu'il doit affronter, Klaw abandonne l'entreprise, et brûle tous ses négatifs. Cependant, sa sœur Paula garde secrètement en sa possession certaines des meilleures images qui peuvent être vues à ce jour.

### Dernières années
Klaw revient brièvement à la réalisation en 1963, produisant deux films : Intimate Diary of an Artist's Model et Nature's Sweethearts de Larry Wolk. 
Il meurt en septembre 1966 des complications d'une appendicite qui n'a pu être traitée.
Il a deux fils, Arthur et Jeffrey. Son neveu Ira Kramer, fils de Paula et Jack Kramer, dirige actuellement l'entreprise familiale, Movie Star News.
En 2005, Klaw est représenté par Chris Bauer dans un film biographique intitulé The Notorious Bettie Page.

## Filmographie
- Striporama (1953)
- Varietease (1954)
- Teaserama (1955)
- Buxom Beautease (1956)
- Intimate Diary of an Artist's Model (1963) - producteur
- Nature's Sweethearts (1963) - producteur
- Irving Klaw Bondage Classics, Volume I& II (London Enterprises, 1984)
- Bettie Page: Pin Up Queen (Cult Epics, 2005)
- Bettie Page: Bondage Queen (Cult Epics, 2005)
- Bizarro Sex Loops, volume 4 (Something Weird Video)
- Bizarro Sex Loops, volume 20 (Something Weird Video, 2008)